# Gurgen Bulat
Gurgen O. Bulat (în rusă Гурген О. Булат; n. 1900, Bakı, gubernia Baku⁠(d), Imperiul Rus – d. aprilie 1949, Regiunea Sahalin, RSFS Rusă, URSS) a fost un politician sovietic, care a îndeplinit funcția de prim-secretar al Comitetului Regional Moldova al Partidului Comunist din Ucraina (1933-1935).

## Biografie
În anul 1918 a devenit membru al Partidului Comunist din Rusia (bolșevic). Între anii 1927-1929 a fost secretar executiv al Comitetului de conducere al Partidului Comunist din Uniunea Sovietică din Regiunea Autonomă Cecenă.
În perioada iunie 1933 - 28 august 1935 a îndeplinit funcția de prim-secretar al Comitetului Regional Moldova al Partidului Comunist din Ucraina, înlocuindu-l în acest post pe Ivan Sirko. De asemenea, în intervalul 23 ianuarie 1934 - 8 ianuarie 1937 a fost membru al Comitetului Central al Partidului Comunist din Ucraina, fiind înlăturat din această poziție în urma Plenarei din 3-8 ianuarie 1937.